# Sorin Strătilă
Sorin Daniel Strătilă (* 20. Oktober 1986 in Brașov) ist ein rumänischer Fußballspieler. Der Mittelfeldspieler spielte bislang ausschließlich in seinem Heimatland.

## Karriere
Die Karriere von Strătilă begann beim FC Brașov in seiner Heimatstadt. Im Jahr 2005 wechselte er zunächst zu Euro Africa Bușteni, ehe er im Sommer 2008 zur zweiten Mannschaft von Steaua Bukarest in die Liga III kam. Am Saisonende stieg er mit seiner Mannschaft auf. Anschließend nahm ihn Erstligist Astra Ploiești unter Vertrag. Bei Astra konnte er sich von Anfang an als Stammkraft im Mittelfeld behaupten. Nach zweieinhalb Jahren verließ er Anfang 2012 den Klub und schloss sich dem Ligakonkurrenten Dinamo Bukarest an. Mit Dinamo gewann er den rumänischen Pokal 2012, kam aber im Finale nicht zum Einsatz. Im August 2013 wechselte er für ein Jahr auf Leihbasis zu CS Concordia Chiajna. Nach dem Ende des Leihgeschäfts wurde sein Vertrag bei Dinamo im Sommer 2014 aufgelöst. Im Oktober 2014 wechselte er zu UTA Arad. Am Ende der Saison 2014/15 stieg er mit seinem Team in die Liga II auf. Dort verpasste er in den Spielzeiten 2015/16 und 2016/17 mit seiner Mannschaft jeweils in den Relegationsspielen den Aufstieg ins Oberhaus. Seit 2018 spielt er in unterklassigen Ligen.

## Nationalmannschaft
Strătilă bestritt ein Spiel für die rumänische Nationalmannschaft, als er am 10. August 2011 im Freundschaftsspiel gegen San Marino in der 73. Minute für Gabriel Torje eingewechselt wurde.

## Erfolge
- Rumänischer Pokalsieger: 2012